# 马蒂·西帕拉
马蒂·西帕拉（芬蘭語：Matti Sippala，1908年3月11日—1997年8月22日），芬兰男子田径运动员，主攻标枪。他曾代表芬兰参加1932年夏季奥林匹克运动会田径比赛，获得男子标枪银牌。